# 11440 Massironi
11440 Massironi è un asteroide della fascia principale. Scoperto nel 1975, presenta un'orbita caratterizzata da un semiasse maggiore pari a 3,4051774 UA e da un'eccentricità di 0,0728374, inclinata di 9,56084° rispetto all'eclittica.